# Saelices de Mayorga
Saelices de Mayorga település Spanyolországban, Valladolid tartományban. Saelices de Mayorga Monasterio de Vega, Vega de Ruiponce, Villalba de la Loma, Mayorga és Izagre községekkel határos. Lakosainak száma 111 fő (2024).

## Népesség
A település népessége az utóbbi években az alábbiak szerint változott:
| Lakosok száma | 191  | 179  | 163  | 143  | 134  | 127  | 119  | 113  | 110  | 111  |
|               | 2001 | 2004 | 2007 | 2009 | 2012 | 2014 | 2017 | 2019 | 2022 | 2024 |